# Soacha
Soacha este un oraș din Columbia, la limita sudică a capitalei Bogotá. Are o importantă zonă industrială, fiind cea mai populată suburbie a capitalei (398.295 locuitori în 2005).

## Personalități născute aici
- Daniel Martínez (n. 1996), ciclist.